# Frédéric Niemeyer
Frédéric Niemeyer (* 24. April 1976 in Campbellton, New Brunswick) ist ein ehemaliger kanadischer Tennisspieler.

## Karriere
Niemeyer begann 1998 seine Profikarriere. Die größten Erfolge feierte er auf der zweitklassigen Challenger Tour, auf der er insgesamt sieben Titel im Einzel, sowie weitere sechs Titel im Doppel gewinnen konnte. Auf der ATP Tour feierte er bereits ein Jahr vor Beginn seiner Profikarriere, im Jahr 1997, beim Kanada Masters sein Debüt. Aufgrund einer Wildcard startete er direkt im Hauptfeld, unterlag dort jedoch dem Australier Michael Tebbutt glatt in zwei Sätzen.
Bei Grand-Slam-Turnieren erreichte er einmalig das Hauptfeld, nämlich 2003 in Wimbledon. Ihm gelang in der Auftaktrunde mit dem Sieg über den damals auf Weltranglistenplatz acht notierten Spanier Félix Mantilla ein Achtungserfolg, den er in der zweiten Runde nicht gänzlich wiederholen konnte. Wesley Moodie benötigte fünf Sätze, um Niemeyer aus dem Turnier zu werfen.
Niemeyer spielte zwischen 1999 und 2009 bei insgesamt 18 Begegnungen für die kanadische Davis-Cup-Mannschaft. Während seine Bilanz im Einzel mit 9:11 knapp negativ ist, ist seine Doppelbilanz mit 13:2 klar positiv. Bis auf zwei Doppelpartien war sein Partner stets Daniel Nestor, die gemeinsam 12 Partien gewannen und damit das erfolgreichste Doppel in der Geschichte der kanadischen Mannschaft sind.
Bei den Olympischen Sommerspielen 2004 in Athen und 2008 in Peking trat Niemeyer jeweils sowohl im Einzel als auch in der Doppelkonkurrenz an. Im Einzel scheiterte er beide Male in der ersten Runde. In Athen unterlag er Taylor Dent in drei Sätzen, in Peking musste er gegen Guillermo Cañas im zweiten Satz verletzungsbedingt aufgeben. An der Seite von Daniel Nestor blieben aber auch im Doppel bessere Ergebnisse aus. Zwar überstanden sie 2004 in Athen die erste Runde gegen die Slowaken Dominik Hrbatý und Karol Beck, im anschließenden Achtelfinale hatten sie jedoch in drei Sätzen gegen die Franzosen Michaël Llodra und Fabrice Santoro das Nachsehen. 2008 schied das Paar bereits in der ersten Runde aus, als sie überraschend von dem britischen Brüderpaar Andy und Jamie Murray in drei Sätzen besiegt wurden.
Im November 2009 erklärte Niemeyer seinen Rücktritt vom Profitennis.